# Giacomo Cozzarelli

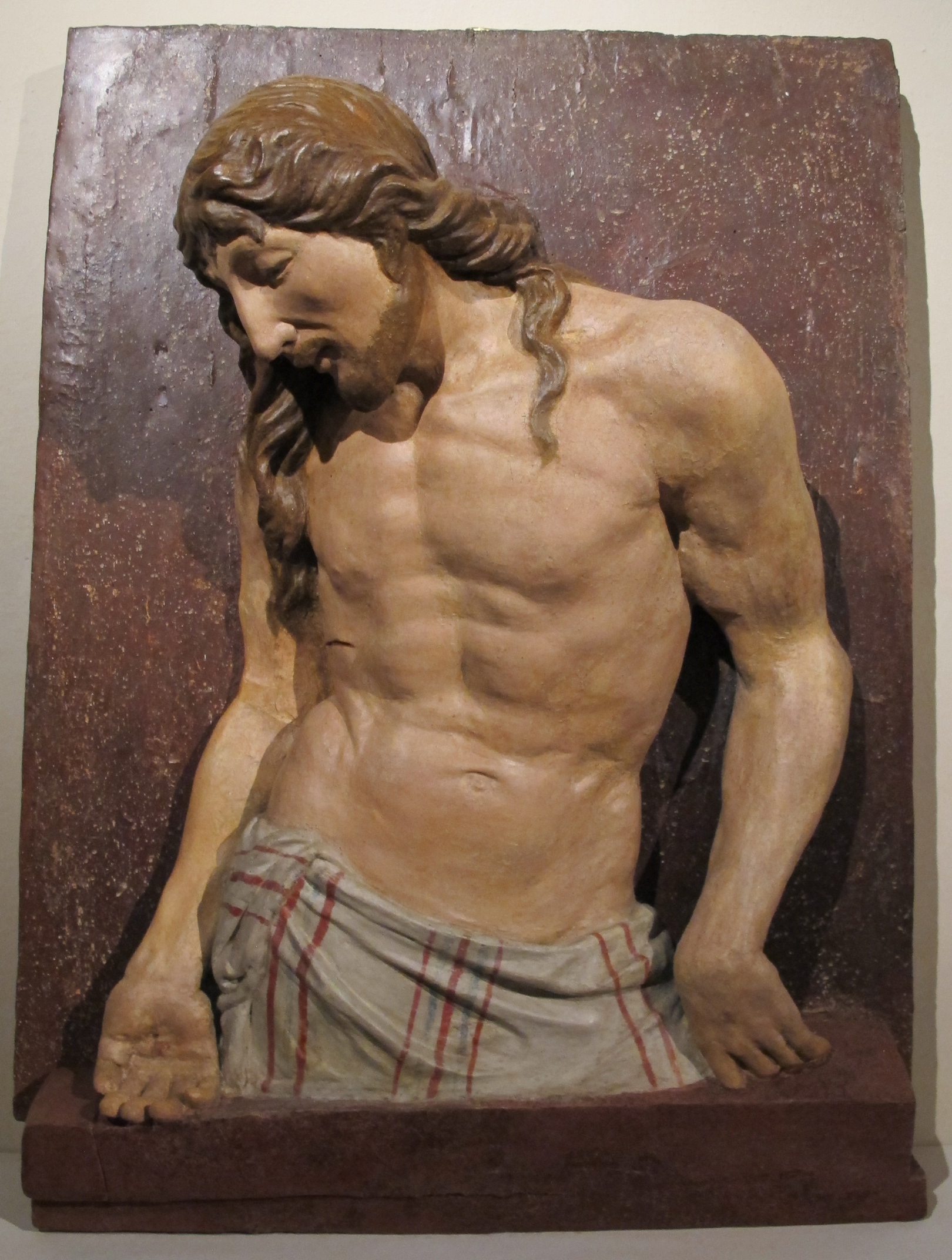
Cristo in pietà, Pinacoteca nazionale di Siena

Giacomo Cozzarelli oppure Jacopo Cozzarelli o Cozzarello (Siena, 20 novembre 1453 – Siena, 1515) è stato uno scultore, architetto e pittore italiano.

## Biografia
Artista poco noto nonostante una notevole abilità nella fusione in bronzo.
Le uniche notizie riguardanti la sua carriera artistica le abbiamo grazie allo storico senese, e suo amico, Sigismondo Tizio, che nella Historiae Senenses, scrisse un necrologio seguito da un lungo elenco di opere del Cozzarelli.
Figlio di Bartolomeo di Marco, Giacomo Cozzarelli nacque a Siena il 20 novembre 1453. La sua fu una famiglia di artisti, tra i quali il cugino pittore Guidoccio Cozzarelli.
Allievo e collaboratore di Francesco di Giorgio Martini nei lavori effettuati nella chiesa dell'Osservanza vicino a Siena. In questa occasione raffigurò i quattro Evangelisti.
Ai suoi esordi Cozzarelli realizzò la statua di San Nicola di Tolentino della chiesa di Sant'Agostino a Siena (1468), oltre che opere pittoriche, dal 1473 al 1474, per cassoni e carri processionali per lo spedale di Santa Maria della Scala e il Dio Padre della Pala della Natività, eseguita con il maestro Francesco di Giorgio Martini nel 1475 (Pinacoteca nazionale di Siena).
Importante fu la sua collaborazione, come pittore, con il maestro Francesco di Giorgio Martini per la realizzazione dei lavori del palazzo ducale di Urbino, eseguiti dal 1477 al 1488.
Rientrato a Siena, si attivò per le statue di due Angioletti portaceri, in rame, per il duomo di Siena, per la Madonna lignea di Villa a Sesta, per la statua di Santa Caterina della chiesa senese di San Gerolamo, per la statua di Santa Margherita che calpesta il drago, per la chiesa di San Matteo fuori porta Tufi e per il San Cristoforo, del Museo del Louvre.
Tra le altre opere si annoverano la statua lignea di San Vincenzo Ferreri collocata all'interno della chiesa di Santo Spirito a Siena, la statua di San Sigismondo nella chiesa del Carmine senese e un pregevole Cristo in Pietà, in terracotta, nella chiesa dell'Osservanza.
Le caratteristiche fondamentali del Cozzarelli furono un temperamento di artista forte e appassionato, una tendenza naturalistica alternativa al formalismo rinascimentale, un ampio spettro compositivo e un modellato ispirato e sensibile, elementi di Giorgio Martini e del primo Michelangelo, tutte caratteristiche particolarmente significative nell'ambito della scultura del Quattrocento, oltre che importanti per saldare le varie scuole artistiche toscane contemporanee.
Come architetto Cozzarelli lavorò per il senese Pandolfo Petrucci, e nel 1509 costruì un pregevole palazzo, vicino al battistero di San Giovanni, invece non ultimò la chiesa di Santa Maria Maddalena fuori porta Tufi, iniziata nel 1508.

## Opere principali
- Pienza, Palazzo Piccolomini, Sala delle Armi: Busto di Donna;
- Siena, Basilica dell'Osservanza:
  - Sacrestia e tomba di famiglia dei Petrucci;
  - Compianto sul Cristo morto;
- Siena, Basilica di San Clemente in Santa Maria dei Servi: Pietà;
- Siena, Chiesa di Sant’Agostino, altare del transetto: San Nicola di Tolentino, 1468;
- Siena, Chiesa di San Girolamo: Lastra tombale del vescovo Bettini;
- Siena, Chiesa di Santa Lucia: San Nicolò e Santa Lucia;
- Siena, Chiesa di San Mamiliano in Valli: Sant’Ansano e San Vittore;
- Siena, Chiesa di Santa Maria Maddalena fuori Porta Tufi: architetto (l'edificio fu distrutto già nel 1526);
- Siena, Chiesa di San Matteo e Santa Margherita: Santa Margherita;
- Siena, Chiesa di Santo Spirito: Santa Caterina e San Vincenzo Ferrer, 1509;
- Siena, duomo di Siena:
  - Mensola dell'altare principale;
  - Museo dell’Opera della Metropolitana, Sala del Tesoro: San Giovanni Evangelista;
- Siena, Palazzo Diavoli, Oratorio di Santa Maria degli Angeli: Assunzione della Madonna fra Angeli, San Girolamo e altri Santi;
- Siena, Palazzo del Magnifico (Palazzo Petrucci): architetto e disegnatore, 1509;
- Siena, Santa Maria della Scala: Tomba del rettore Iacopo Tondi (anche Giovanni Battista) nell'atrio, 1507;
- Siena, San Niccolò del Carmine: San Sigismondo, 1506;
- Urbino, Palazzo Ducale, Terrazza del Gallo: capitello;
- Worcester, Worcester Art Museum: San Giovanni Evangelista.